# Funktionsförsäljning
Funktionsförsäljning (även kallat funktionsköp) är en affärsmodell (också känd under namn som X... as a service, servitization). Funktionsförsäljning kännetecknas av att det som säljs/köps är ett visst resultat. Det är säljaren som bestämmer hur detta resultat skall uppnås, det vill säga vilken utrustning och vilka arbetsinsatser som krävs för att fortlöpande producera resultatet under hela avtalsperioden. Funktionsköparen köper inte utrustningen (varor) och inte heller arbetsinsatserna (tjänsterna). Säljarens ansvar går därmed längre än felansvaret för sålda varor. Det går även längre än ansvaret för att arbetsinsatserna utförs på ett fackmannamässigt sätt. Säljaren har istället ansvar för att det sålda resultatet fortlöpande levereras, alltså ett garantiansvar. Köparen å sin sida betalar ingen köpesumma för utrustningen och inget timpris för säljarens arbetsinsatser. Istället erläggs ett fast pris per till exempel månad eller per erhållen enhet av det avtalade resultatet.